# Miss Lemon
Miss Felicity Lemon è la segretaria di Hercule Poirot; nella serie televisiva Poirot è interpretata da Pauline Moran.

## Personaggio
Ha poche debolezze e commette raramente qualche errore. Ha una perfetta capacità di pianificare le cose, non sbaglia mai nel comunicare gli appuntamenti a Poirot ed è una delle poche persone (forse l'unica) ad essere in grado di preparare la tisana al celebre investigatore.
Generalmente la si trova nell'ufficio di Poirot a Londra, ma in alcuni episodi della serie televisiva lo aiuta nelle indagini, offrendogli talvolta spunti davvero interessanti.
Non sembra che Miss Lemon abbia una vita sociale molto attiva, ma ha un legame molto stretto con la sorella, che è la proprietaria di una pensione per studenti a Londra.
Compare in alcuni romanzi e dalla prima all’ottava stagione della serie televisiva, tornando comunque per un episodio nell’ultima stagione.